# Капитан-Петко
Капитан-Петко (болг. Капитан Петко) — село в Болгарии. Находится в Шуменской области, входит в общину Венец. Население составляет 598 человек.

## Политическая ситуация
В местном кметстве Капитан-Петко, в состав которого входит Капитан-Петко, должность кмета (старосты) исполняет Мехмед Мустафа Мустафа (независимый) по результатам выборов правления кметства.
Кмет (мэр) общины Венец — Нехрибан Османова Ахмедова (Движение за права и свободы (ДПС)) по результатам выборов